# Liste der Biografien/Pun
Liste der Biografien |
Portal Biografien |
Personensuche
# |
A |
B |
C |
D |
E |
F |
G |
H |
I |
J |
K |
L |
M |
N |
O |
P |
Q |
R |
S |
T |
U |
V |
W |
X |
Y |
Z |
?
 
Pa |
Pc |
Pe |
Pf |
Ph |
Pi |
Pj |
Pk |
Pl |
Pm |
Pn |
Po |
Pr |
Ps |
Pt |
Pu |
Pv |
Pw |
Py
 
Pua |
Pub |
Puc |
Pud |
Pue |
Puf |
Pug |
Puh |
Pui |
Puj |
Puk |
Pul |
Pum |
Pun |
Puo |
Pup |
Pur |
Pus |
Put |
Puu |
Puv |
Puy |
Puz
Die Liste der Biografien führt alle Personen auf, die in der deutschsprachigen Wikipedia einen Artikel haben. Dieses ist eine Teilliste mit 124 Einträgen von Personen, deren Namen mit den Buchstaben „Pun“ beginnt.

## Pun
- Pun, Dip Prasad (* 1981), britischer Gurkha
- Pun, Mahabir (* 1955), nepalesischer Lehrer, Aktivist und Unternehmer

### Puna
- Puna, Akaiti (* 1952), Politikerin von Rarotonga (Cookinseln)
- Puna, Henry (* 1949), Politiker von den Cookinseln
- Puñal Martínez, Francisco (* 1975), spanischer Fußballspieler
- Puñal Valverde, María Luisa (* 1971), spanische Fußballspielerin
- Puñales, Adauto (1935–2009), uruguayischer Politiker
- Punasuomalainen, Marketta († 1658), Opfer der Hexenverfolgung in Finnland

### Punb
- Punboonchu, Teerapak (* 1998), thailändischer Fußballspieler

### Punc
- Punčec, Roberto (* 1991), kroatischer Fußballspieler
- Punch Arogunz (* 1991), deutscher Rapper
- Punch McGregor, Angela (* 1953), australische Schauspielerin
- Punch, Leon (1928–1991), australischer Politiker
- Punch, Lucy (* 1977), britische SchauspielerinLucy Punch (* 1977)

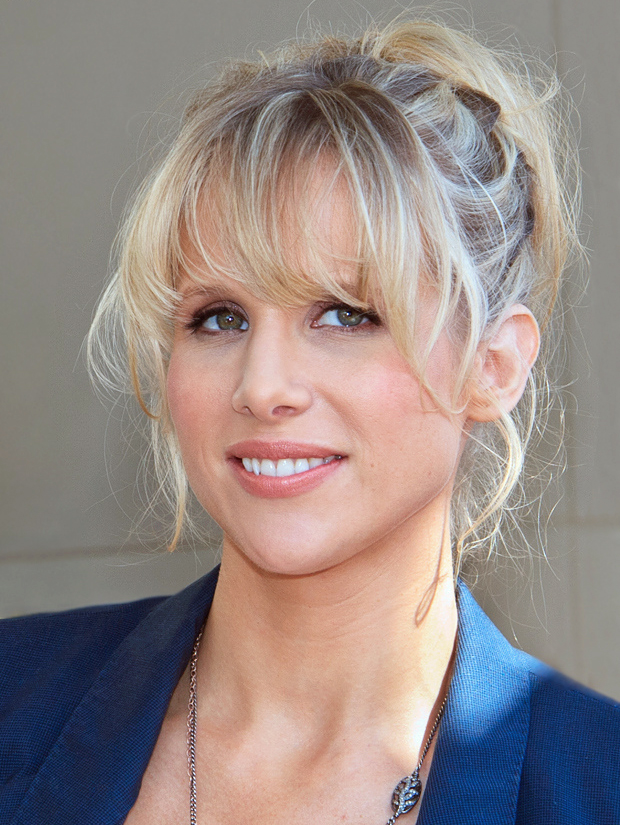
Lucy Punch (* 1977)

- Puncheon, Jason (* 1986), englischer Fußballspieler
- Pünchera, Jessica (* 1982), Schweizer Skirennläuferin
- Punčochář, Emanuel (1902–1976), tschechischer Komponist und Dirigent
- Punct, Carl Christoph († 1765), deutscher Porzellanbildner

### Pund
- Pünder, Hermann (1888–1976), deutscher Politiker (Zentrum, CDU), MdL, MdB, MdEPHermann Pünder (1888–1976)

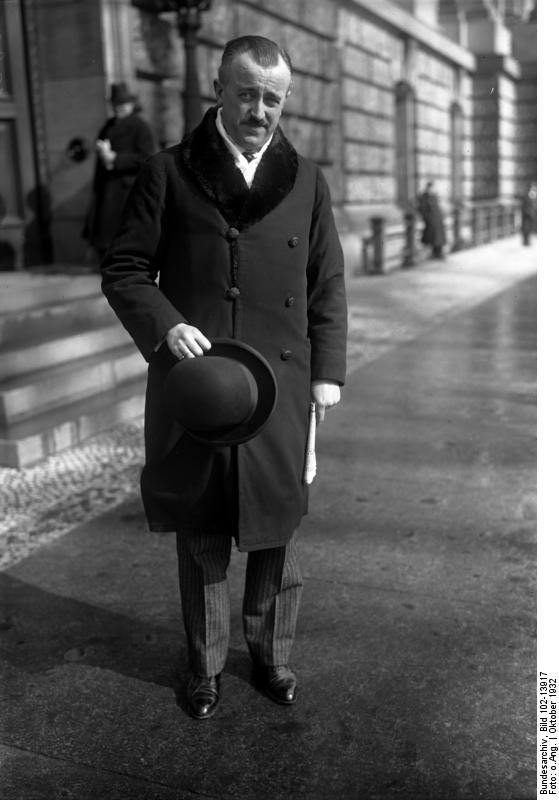
Hermann Pünder (1888–1976)

- Pünder, Hermann (* 1966), deutscher Rechtswissenschaftler
- Punder, Jakob de (* 1527), niederländischer Maler der Renaissance
- Pünder, Marianne (1898–1980), deutsche promovierte Nationalökonomin und Staatsrechtlerin, Widerstand gegen das Naziregime
- Pünder, Reinhard (1939–2011), deutscher Geistlicher, römisch-katholischer Bischof von Coroatá
- Pünder, Tilman (1932–2021), deutscher Politiker (CDU) und Oberstadtdirektor von Münster (Westfalen)
- Pünder, Werner (1885–1973), deutscher Jurist
- Pundsack, Hinrich (1908–1996), deutscher Fotograf
- Pundt, Christian (* 1973), deutscher Politiker (parteilos)
- Pundt, Hans (1929–2010), deutscher Elektrotechniker
- Pundt, Hardy (* 1964), deutscher Geoinformatiker und Schriftsteller
- Pundt, Johannes (1864–1943), deutscher Radrennfahrer
- Pundt, Michael (* 1961), deutscher Schriftsteller, Schauspieler und Nachrichtensprecher
- Pündter, Ernst (1884–1929), deutscher Schauspieler, Theaterleiter, Regisseur und Hörspielsprecher, sowie Sendeleiter der Nebenstelle Bremen der Nordischen Rundfunk AG (NORAG)
- Pündter, Karl (1883–1975), deutscher Schauspieler, Regisseur, Hörspielsprecher und nach 1945 Leiter der Abteilung Schulfunk beim NWDR Hamburg
- Pundyk, Halyna (* 1987), ukrainische Säbelfechterin und Olympiasiegerin
- Pundzius, Bronius (1907–1959), litauisch-russischer Bildhauer und Hochschullehrer

### Pung
- Pung, Andre (* 1970), estnischer Diplomat
- Pung, Mihkel (1876–1941), estnischer Anwalt und Politiker, Mitglied des Riigikogu
- Punga, Franklin (1879–1962), deutscher Elektrotechniker
- Pungaršek, Nino (* 1995), slowenischer Fußballspieler
- Pungartnik, Roman (* 1971), slowenischer Handballspieler
- Punge, Manfred (1931–2014), deutscher evangelischer Theologe und Akademieleiter
- Püngeler, Rudolf (1857–1927), deutscher Amtsgerichtsrat und Lepidopterologe
- Pungertar, Matjaž (* 1990), slowenischer Skispringer
- Pungg, Alfred (* 1955), österreichischer Skispringer
- Pungkasari, Rosaria Yusfin (* 1987), indonesische Badmintonspielerin
- Pungluang Sor Singyu (* 1988), thailändischer Boxer
- Pungor, Dénes (* 1987), ungarischer Skispringer
- Pungs, Elisabeth (1896–1945), deutsche Widerstandskämpferin im Dritten Reich
- Pungs, Leo (1883–1979), deutscher Elektrotechniker und Radiopionier

### Puni
- Puni, Iwan Albertowitsch (1890–1956), russischer Maler
- Punia, Savita (* 1990), indische Hockeyspielerin
- Punia, Seema (* 1983), indische Diskuswerferin
- Puniet, Randy De (* 1981), französischer Motorradrennfahrer
- Punin, Nikolai Nikolajewitsch (1888–1953), russischer Kunsthistoriker, Kunstkritiker und Schriftsteller
- Püning, Konrad (* 1947), deutscher Kommunalpolitiker (CDU), Landrat des Kreises Coesfeld (2004–2015)
- Punitzer, Martin (1889–1949), deutscher Architekt

### Punj
- Pünjer, Bernhard (1850–1885), deutscher lutherischer Theologe
- Pünjer, Mary (1904–1942), deutsche Jüdin, die im Nationalsozialismus in der Tötungsanstalt Bernburg ermordet wurde

### Punk
- Punk, Gemma (* 1927), ungarische Zisterzienserin, Äbtissin von Regina Mundi
- Punkari, Vesa (* 1976), finnischer Unihockeyspieler
- Punkenhofer, Thomas (* 1975), österreichischer Politiker (SPÖ), Landtagsabgeordneter
- Punkin, Jakow Grigorjewitsch (1921–1994), sowjetischer Ringer
- Punkka, Risto (1957–2014), finnischer Biathlet
- Punkkinen, Jarmo (* 1951), finnischer Skitrainer
- Punko, Jakow Iwanowitsch (1916–1984), sowjetischer Marathonläufer
- Pünkösdy, Auguste (1890–1967), österreichische Schauspielerin
- Punkz, Psyko (* 1986), niederländischer Hardstyle-DJ

### Punn
- Punnakottil, George (* 1936), indischer Diözesanbischof
- Punnamparambil, Jose (* 1936), deutscher Journalist und Buchautor
- Punnapob Namanu (* 1996), thailändischer Fußballspieler
- Punnarat Klinsukon (* 1981), thailändischer Fußballspieler
- Punnawat Chote-Jirachaithon (* 2002), thailändischer Fußballspieler
- Punnenovs, Ivars (* 1994), lettischer Eishockeytorwart
- Punnett, Lewis L., vincentischer Politiker
- Punnett, Phyllis Joyce McClean (1917–2004), vincentische Dichterin, Autorin der Nationalhymne
- Punnett, Reginald (1875–1967), britischer Genetiker
- Punnin Kovapitukted (* 2003), thailändische Tennisspielerin

### Puno
- Puno, Reynato (* 1940), philippinischer Verfassungsrichter
- Puno, Ronaldo (* 1948), philippinischer Politiker und Manager

### Punp
- Punpa, Siripol (* 1999), thailändischer Sprinter

### Puns
- Punsar, Milla (* 1996), finnische Fußballspielerin
- Punschel, Johann Leberecht Ehregott (1778–1849), lettischer lutherischer Geistlicher deutscher Abstammung
- Punsoongneun, Wallapa (* 1986), thailändische Hürdenläuferin
- Punsri, Punnat, thailändischer Pokerspieler

### Punt
- Punt, Annemiek (* 1959), niederländische Glaskünstlerin, Glaserin und Malerin
- Punt, Harald (* 1952), niederländischer Ruderer
- Punt, Jozef Marianus (* 1946), niederländischer Geistlicher und römisch-katholischer Bischof von Haarlem-Amsterdam
- Punt, Liesbeth (* 1962), niederländische Juristin
- Punt, Siegfried (1881–1960), deutscher Konteradmiral
- Puntakid Pombuppa (* 2004), thailändischer Fußballspieler
- Puntarić, Srećko (* 1952), kroatischer Karikaturist
- Puntel, Lorenz Bruno (1935–2024), deutscher Philosoph und HochschullehrerLorenz Bruno Puntel (1935–2024)

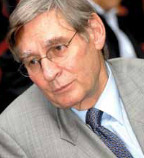
Lorenz Bruno Puntel (1935–2024)

- Püntener, Eugen (1904–1952), Schweizer Bildhauer und Holzschneider
- Püntener, Noah (* 1999), Schweizer Unihockeyspieler
- Püntener, Romano (* 2004), liechtensteinischer Radrennfahrer
- Punter, David (* 1949), britischer Literaturwissenschaftler
- Punter, Kevin (* 1993), US-amerikanisch-serbischer Basketballspieler
- Pünter, Otto (1900–1988), Schweizer Agent und Journalist
- Puntí, Jordi (* 1967), katalanischer Schriftsteller und Journalist
- Puntigam, Alois (* 1938), österreichischer Politiker (ÖVP), Abgeordneter zum Nationalrat
- Puntigam, Anton (1859–1926), österreichischer Jesuit, Jugendseelsorger und geistlicher Schriftsteller
- Puntigam, David (* 2003), österreichischer Fußballspieler
- Puntigam, Genessee (* 1992), US-amerikanische Fußballspielerin
- Puntigam, Josef Paul (* 1947), österreichischer Brigadier
- Puntigam, Martin (* 1969), österreichischer Kabarettist, Schauspieler und Autor
- Puntigam, Sarah (* 1992), österreichische FußballspielerinSarah Puntigam (* 1992)

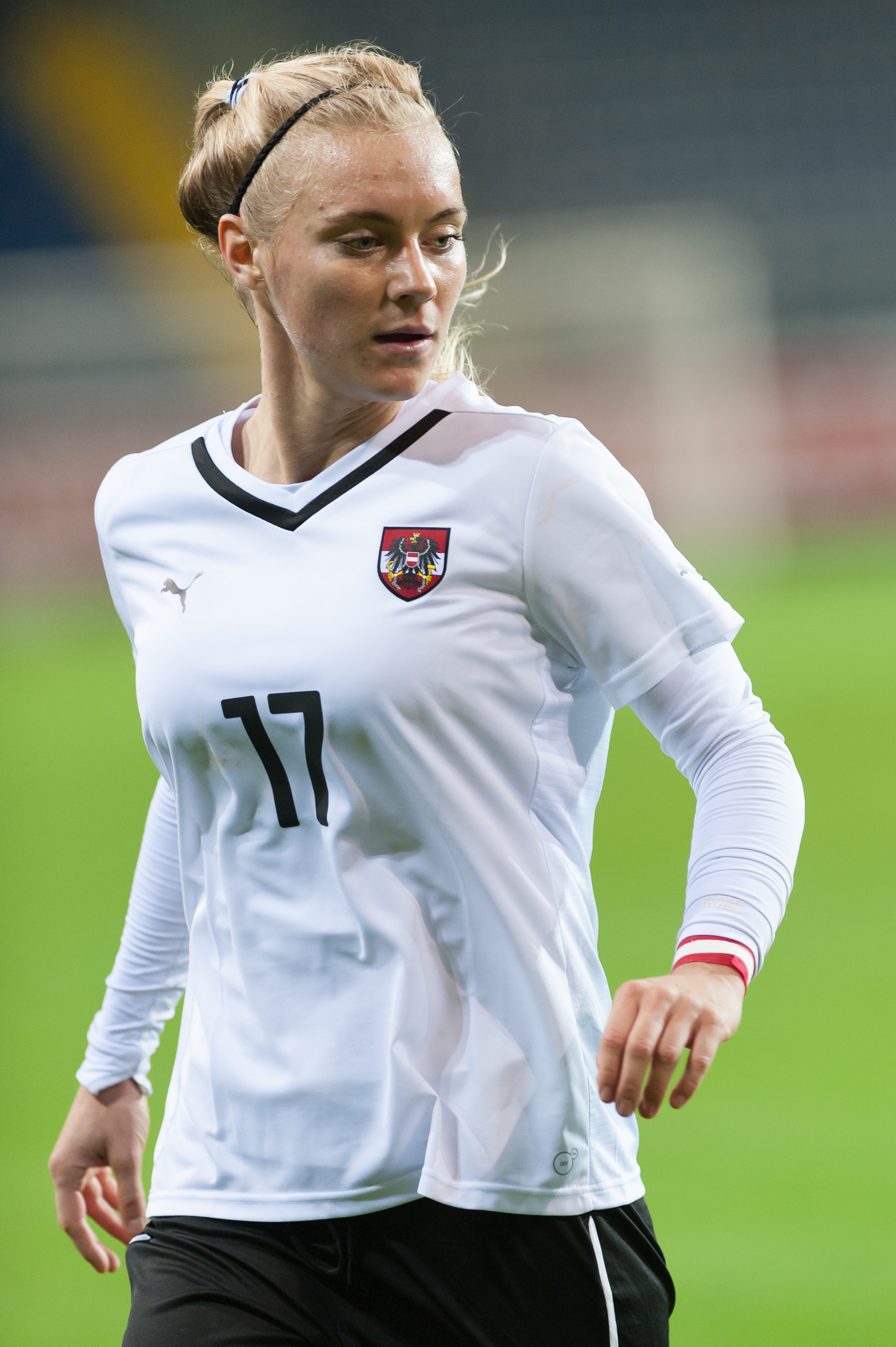
Sarah Puntigam (* 1992)

- Puntigam, Stefan (* 1971), österreichischer Schauspieler
- Puntigam, Werner (* 1964), österreichischer Jazz- und Improvisationsmusiker und Performancekünstler
- Puntin, Claudio (* 1965), Schweizer Musiker und Künstler
- Punto, Frank el (1909–1972), deutscher Maler und Grafikdesigner
- Punto, Giovanni (1746–1803), böhmischer Hornist, Violinist und Komponist
- Puntous, Patricia (* 1963), kanadische Triathletin
- Puntous, Sylviane (* 1963), kanadische Triathletin
- Puntsch, Eberhard (1926–2015), deutscher Sachbuchautor und Politiker (FDP), MdL
- Puntscher Riekmann, Sonja (* 1954), österreichische Politikerin (Grüne), Abgeordnete zum Nationalrat
- Puntulis, Haralds (1909–1982), Polizeichef

### Punz
- Punz, Johann (1843–1906), deutscher Bergsteiger (Ramsau)
- Punz, Richard (* 1990), österreichischer Politiker (FPÖ)
- Punzalan, Bruno, philippinischer Schauspieler
- Punzalan, Marlisa (* 1999), australische Sängerin
- Punzel, Tina (* 1995), deutsche Wasserspringerin
- Punzer, Karl (1912–1944), österreichischer Widerstandskämpfer gegen den Nationalsozialismus
- Punzert, Josef (1894–1968), österreichischer Generalmajor und Politiker
- Punzolo, Luigi (1905–1989), italienischer katholischer Nuntius